# Jubba
De Jubba (Somalisch: Webi Jubba) is een rivier die door Ethiopië en het zuiden van Somalië stroomt. 
De rivier is 875 km lang. De Jubba ontspringt in het Ethiopisch hoogland, waar de rivier ontstaat door de samenvloeiing van de Dawa en de Ganale Dorya. De Jubba mondt uit in de Indische Oceaan net ten noorden van Kismayo, een van de grootste havens van Somalië.
De Jubba en de Shebelle zijn in dit gebied de enige rivieren die niet opdrogen tijdens het droogteseizoen. 